# Kozludere, Payas
Kozludere là một xã thuộc huyện Payas, tỉnh Hatay, Thổ Nhĩ Kỳ. Dân số thời điểm năm 2011 là 1.229 người.